# گذرگاه لاچین

گذرگاه لاچین

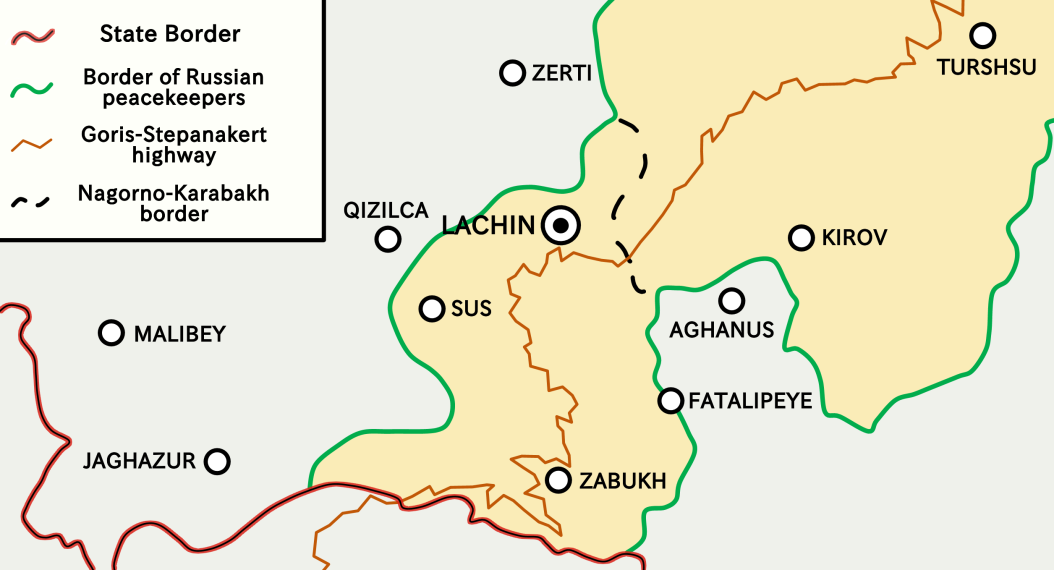
نقشه گذرگاه لاچین پس از توافقنامه آتش‌بس ناگورنو قره‌باغ

گذرگاه لاچین یک جاده کوهستانی است که کشور ارمنستان و منطقه محصور ناگورنو قره‌باغ را به هم متصل می‌کند. این گذرگاه به‌صورت دوژور بخشی از شهرستان لاچین جمهوری آذربایجان محسوب می‌شود ولی طبق توافقنامه آتش‌بس ناگورنو قره‌باغ تحت کنترل نیروهای حافظ صلح روسیه است.

## پیشینه
طی جنگ اول قره‌باغ در سال‌های ۱۹۸۸ تا ۱۹۹۴ این گذرگاه به تصرف ارتش تدافعی جمهوری آرتساخ درآمد و از نظر مدیریتی بخشی از استان کاشاتاق جمهوری آرتساخ بود.
پس از جنگ ناگورنو قره‌باغ در سال ۲۰۲۰ که به امضای توافقنامه آتش‌بس ناگورنو قره‌باغ منجر شد، گذرگاه لاچین به تنها راه ارتباطی میان ارمنستان و ناگورنو قره‌باغ تبدیل شد.